# دیپ وب (فیلم)
دیپ وب: داستان ناگفته بیت کوین و جاده ابریشم یک فیلم مستند محصول سال ۲۰۱۵ به کارگردانی الکس وینتر است که وقایع پیرامون جاده ابریشم، بیت کوین و سیاست دارک وب را روایت می‌کند.
این مستند که محاکمه راس اولبریکت را پوشش می‌دهد، مصاحبه‌هایی با نویسنده وایرد، اندی گرینبرگ و امیر تاکی (توسعه دهنده) دارد. دیپ وب دارای روایتی از بازیگر کیانو ریوز است. این فیلم برای اولین بار در جشنواره فیلم جنوب از جنوب غربی در سال 2015 به نمایش درآمد و در ۳۱ می ۲۰۱۵ از شبکه اپیکس پخش شد.